# Japan Transocean Air
Pour les articles homonymes, voir JTA.
Japan Transocean Air (日本トランスオーシャン航空 Nihon Toransuōshan Kōkū, sigle JTA) est une compagnie aérienne japonaise, filiale de Japan Airlines.
Son siège social est à Naha (Okinawa) et elle est spécialisée pour relier entre eux les petits aéroports des îles Ryukyu. 

## Histoire
La compagnie est créée sous le nom de Southwest Air Lines (南西航空 Nansei Kōkū) en 1967. Elle utilisait des Convair 240 jusqu'à ce que la participation de JAL lui a permis d'acheter des NAMC YS-11 et même des Boeing 737. C'est en 1993 qu'elle adopte le nom actuel de Japan Transocean Air.
JTA loue parfois ses appareils à JAL.

## Destinations
- Fukuoka
- Fukushima
- Ishigaki
- Aéroport international du Kansai
- Kobe
- Kōchi
- Komatsu
- Kumejima
- Matsuyama
- Miyako
- Naha
- Okayama
- Aéroport international de Tokyo (vols intérieurs)
- Yonaguni-jima

## Identité

### Logo

Logo de 2002 à 2011
Logo depuis 2011

### Livrées

#### Les différentes livrées
Depuis sa création, et notamment depuis qu'elle est la propriété de Japan Airlines, Japan Transocean a changé de livrée plusieurs fois :

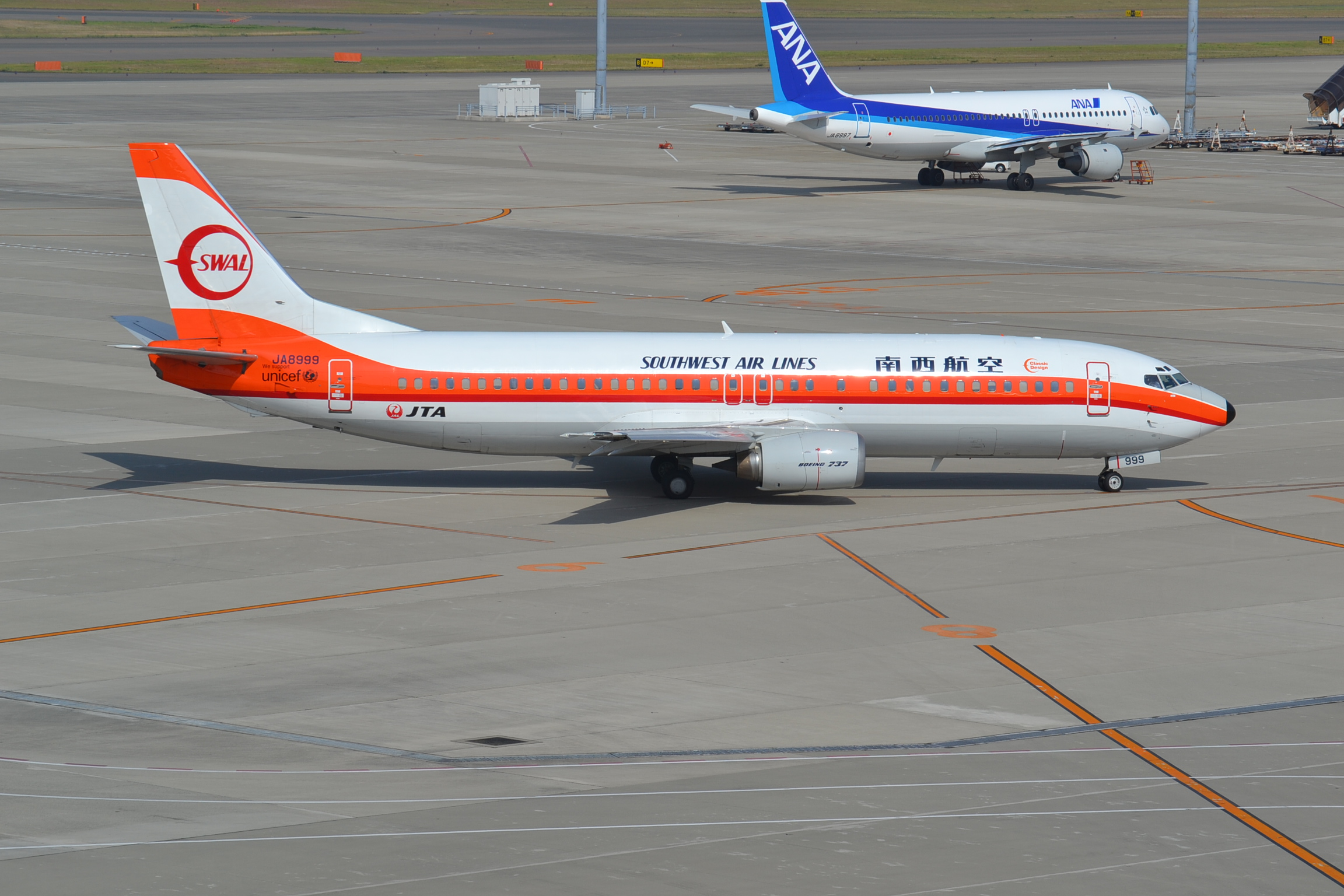
Un Boeing 737-400 de Japan Transocean Air avec les anciennes couleurs de Southwest Air Lines
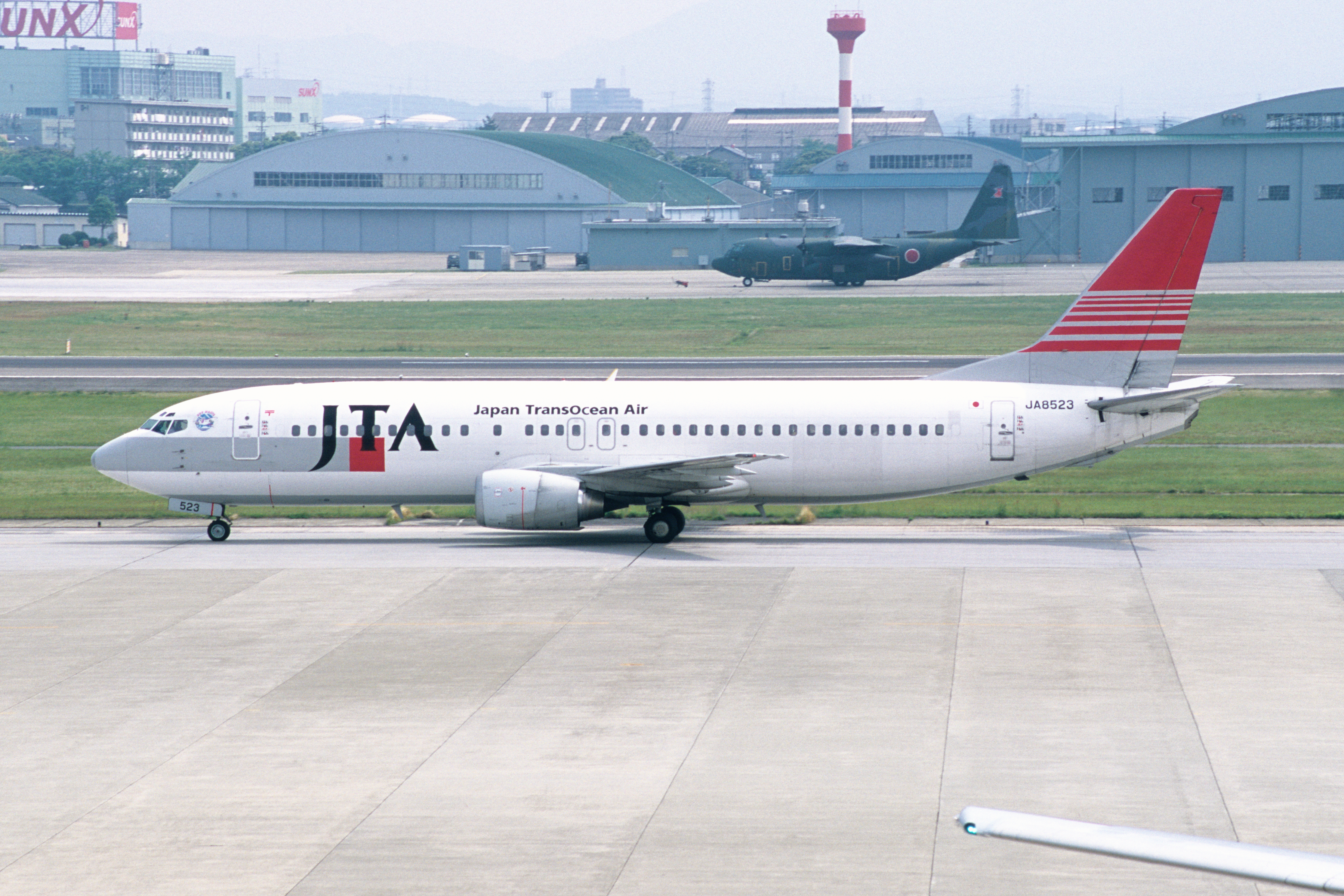
Livrée de 1989 2002
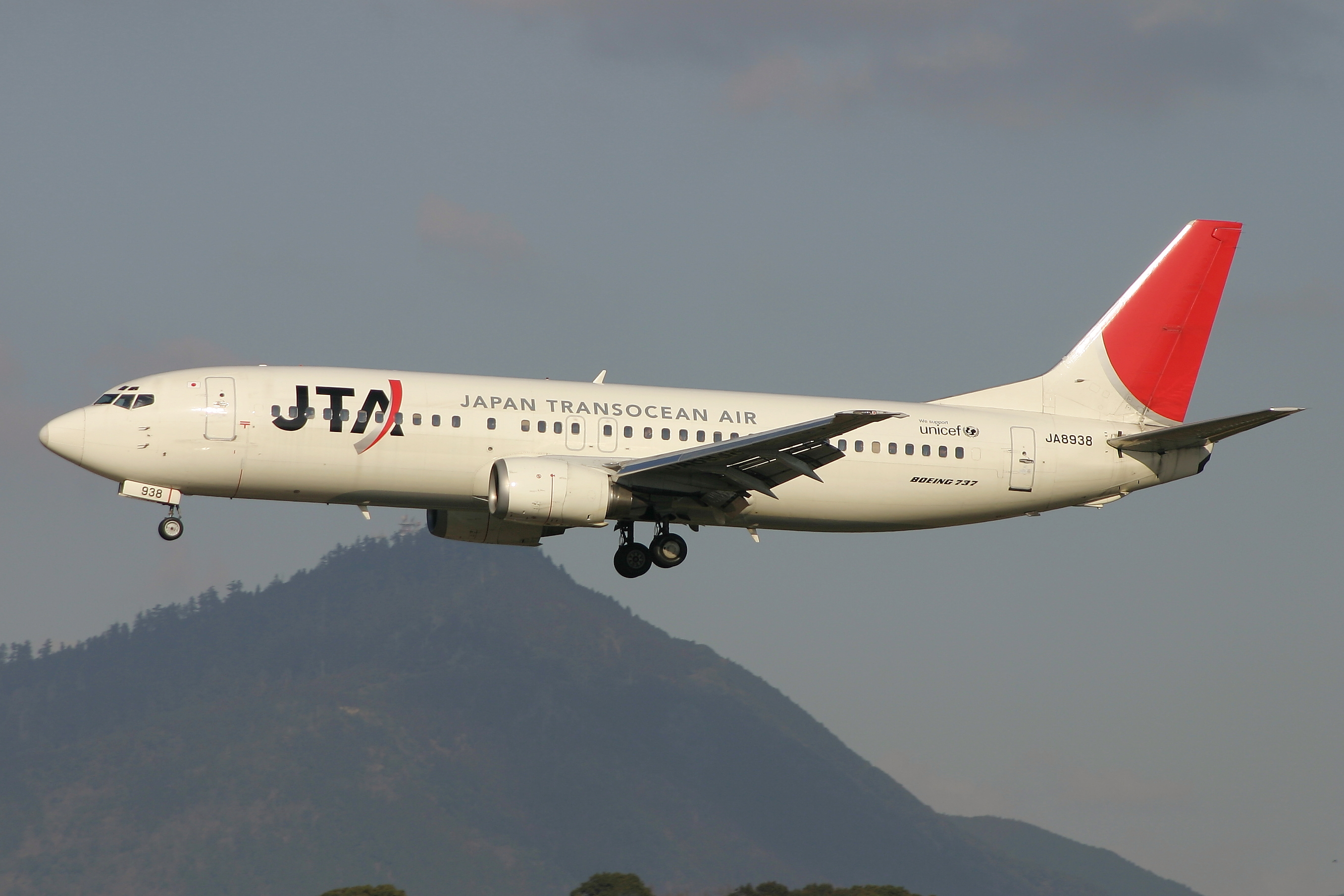
Livrée de 2002 à 2011
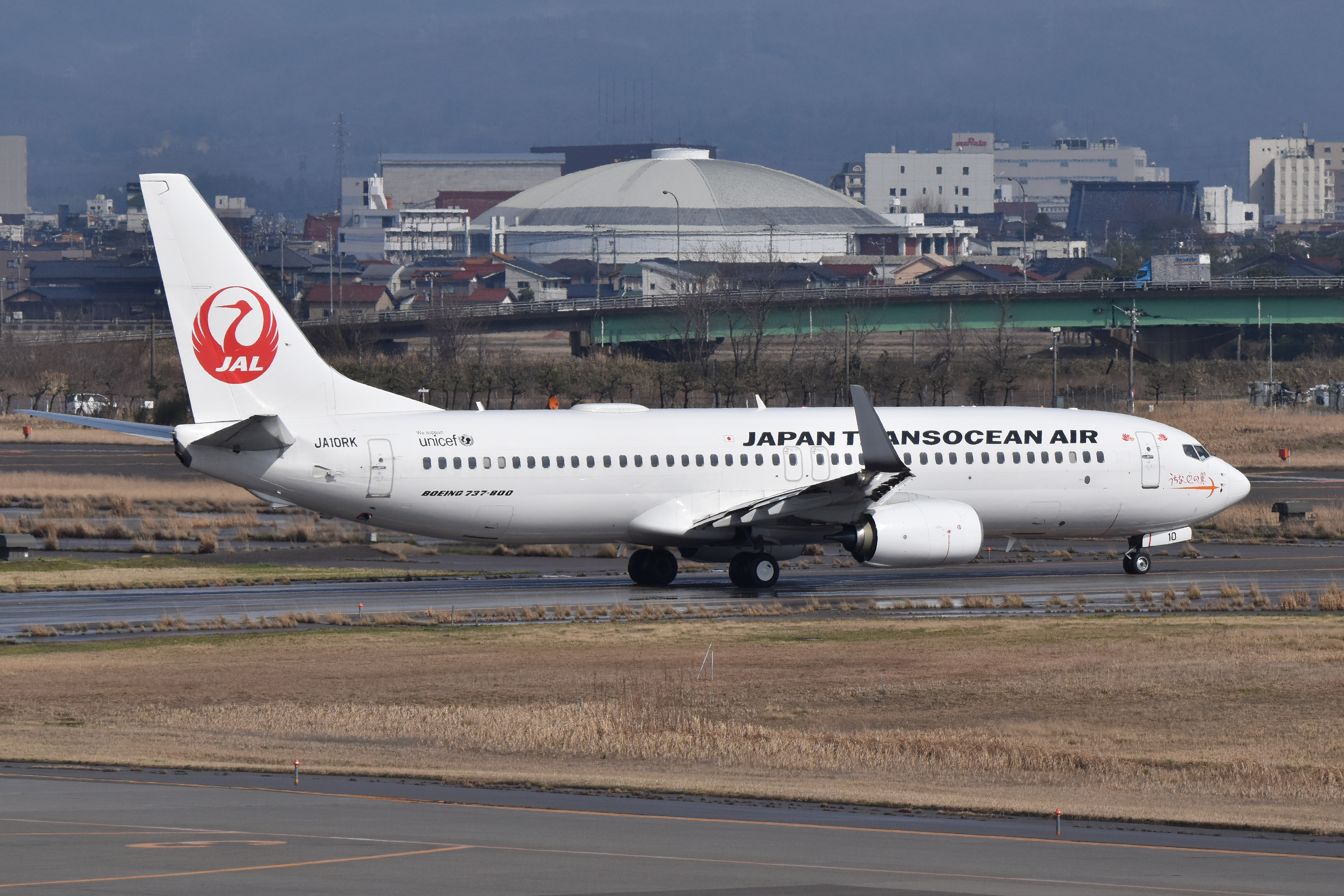
Livrée depuis 2011

#### Livrées spéciales

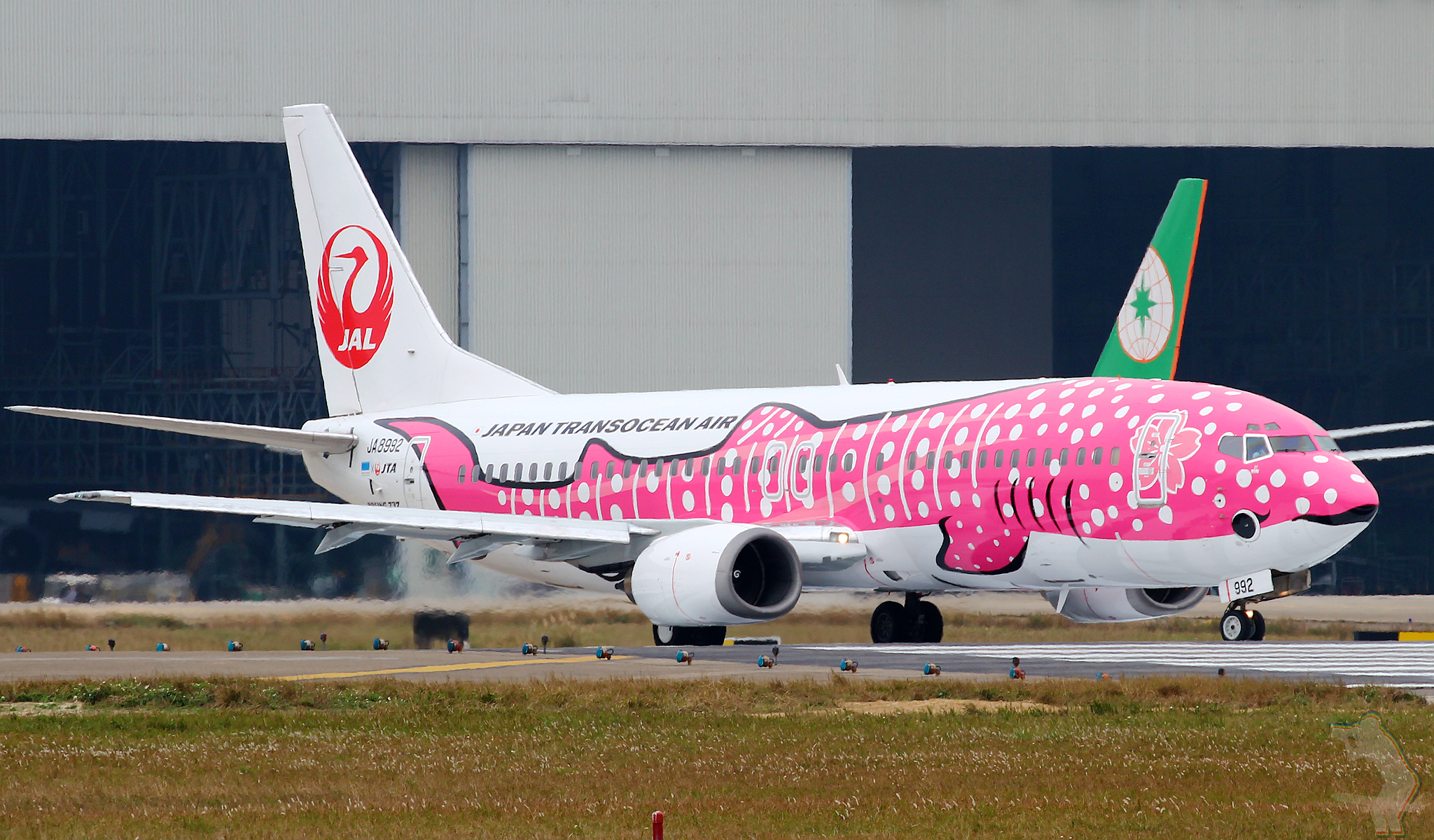
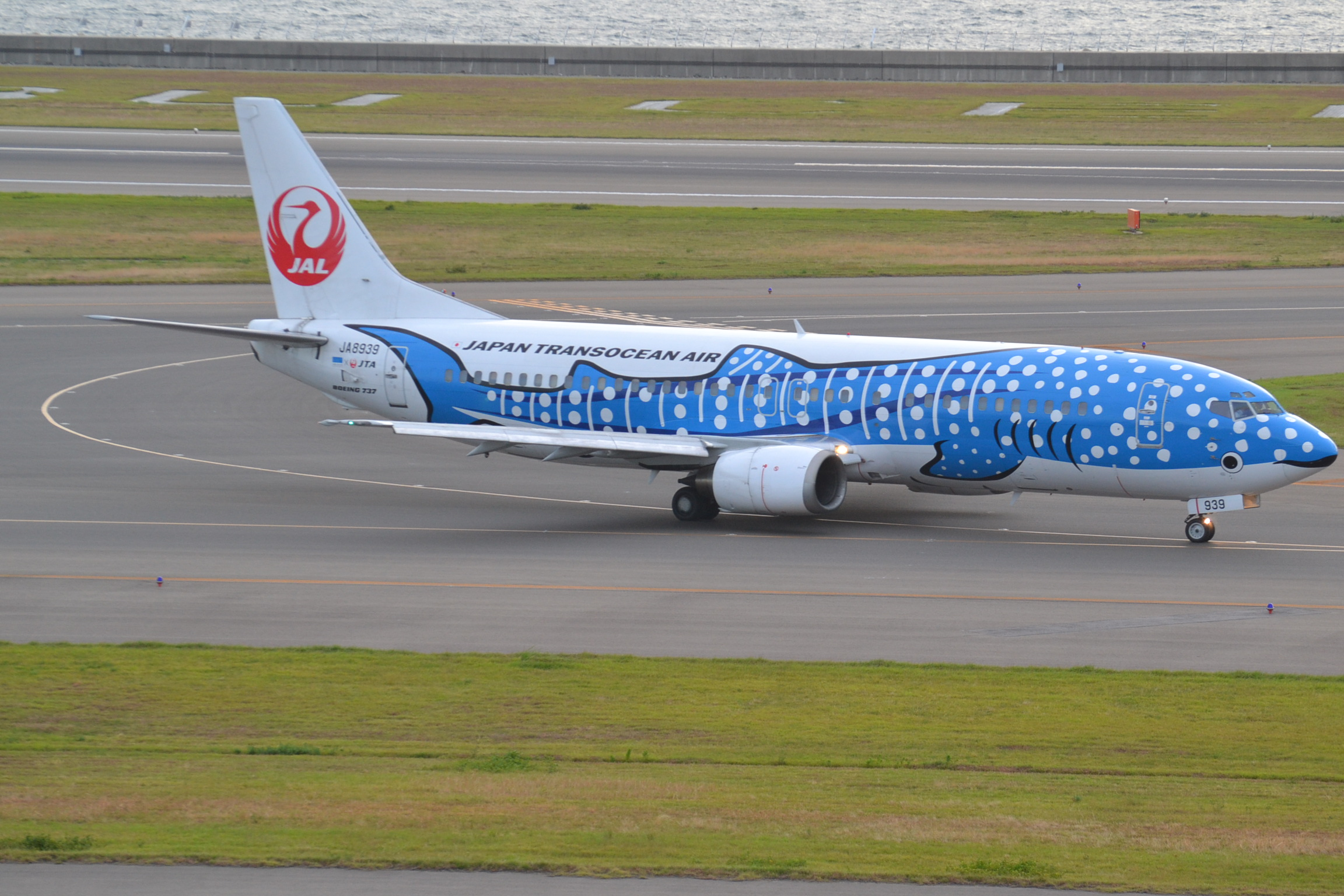
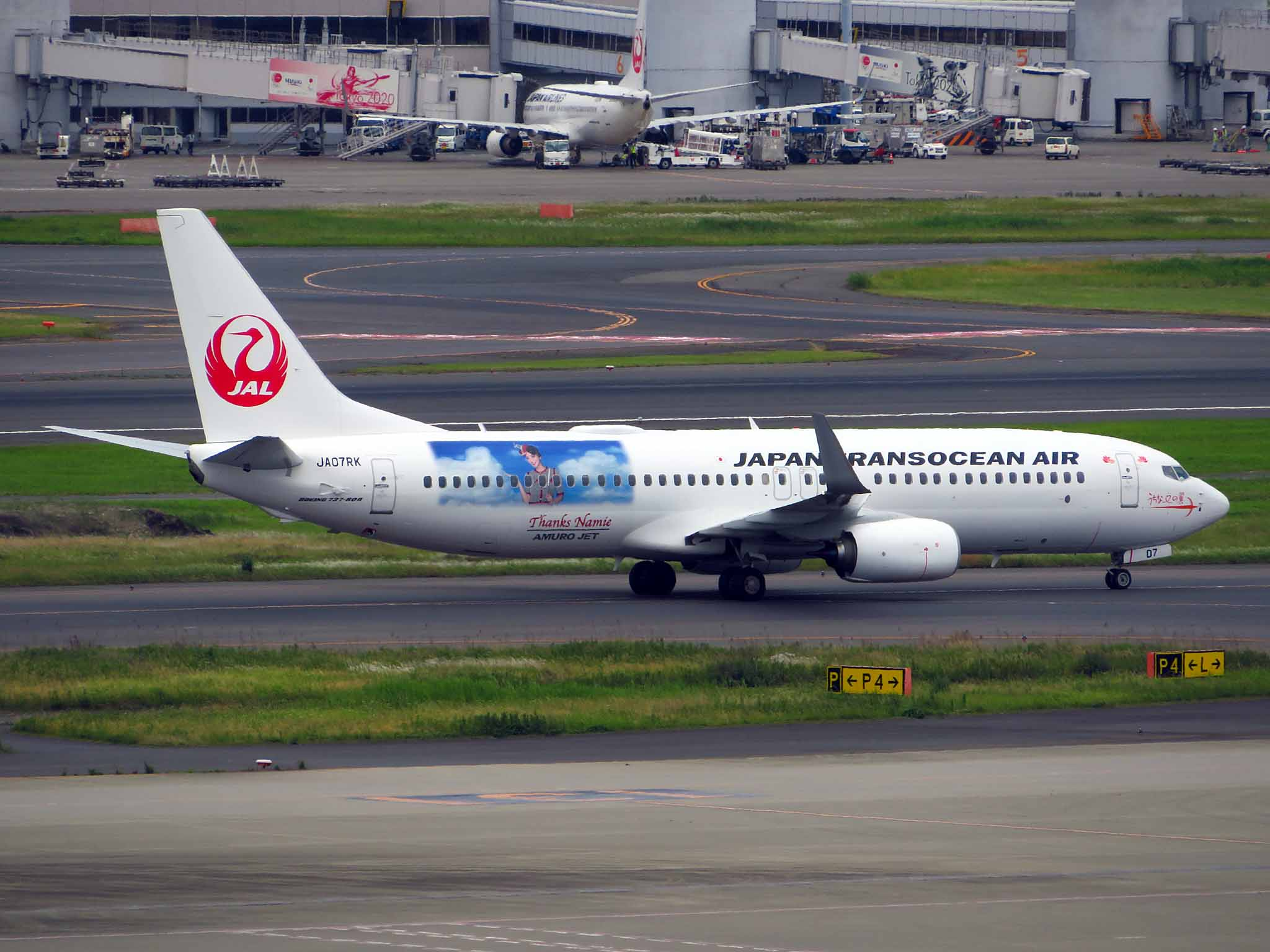

## Flotte

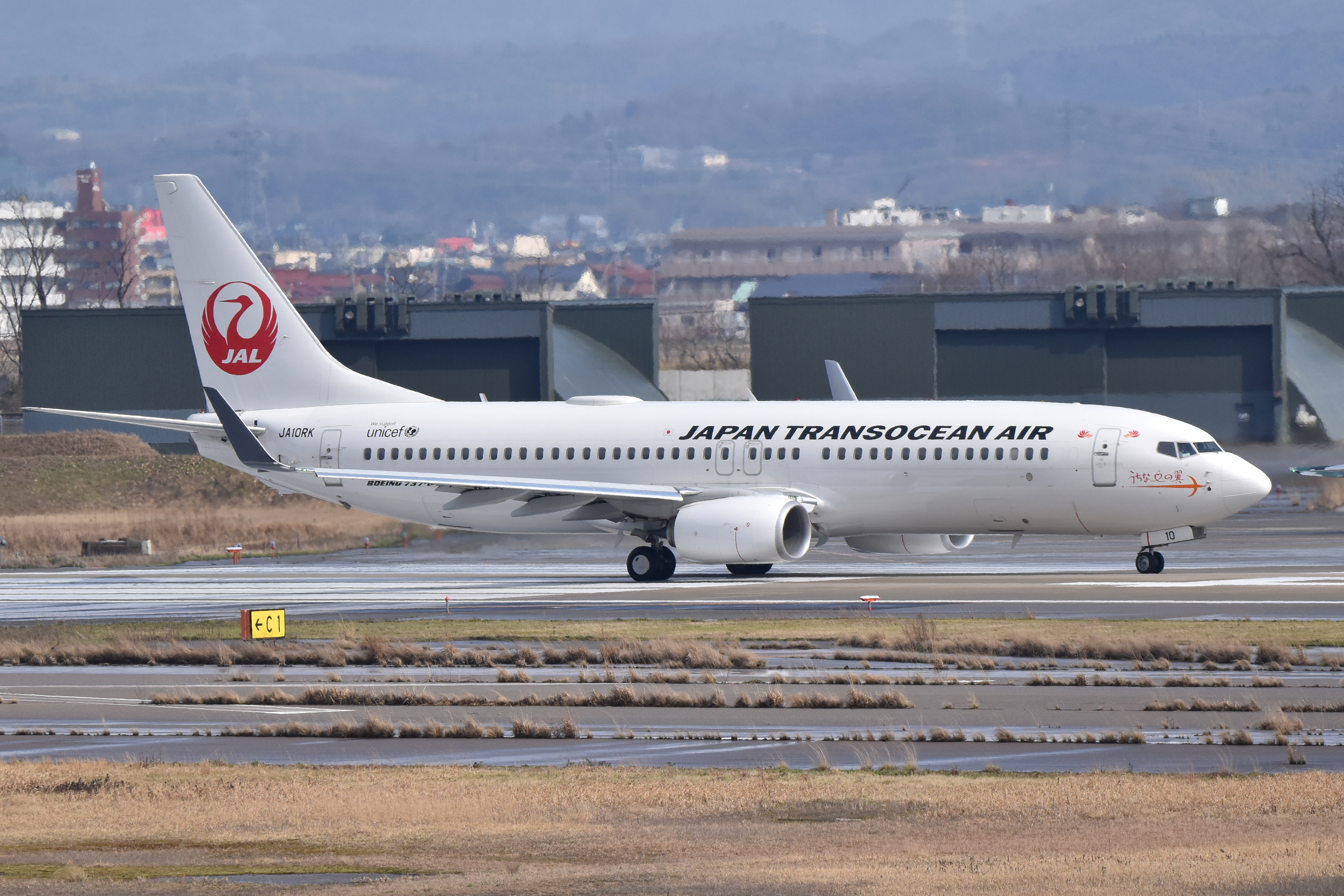
Boeing 737-800 ‘JA10RK’de Japan Transocean Air

### Flotte actuelle
Au mois de mai 2024, Japan Transocean Air exploite les appareils suivants ::

### Flotte historique
La flotte a opéré les types d'avions suivants :
- NAMC YS-11
- Boeing 737-200
- Boeing 737-400
- Boeing 767-200

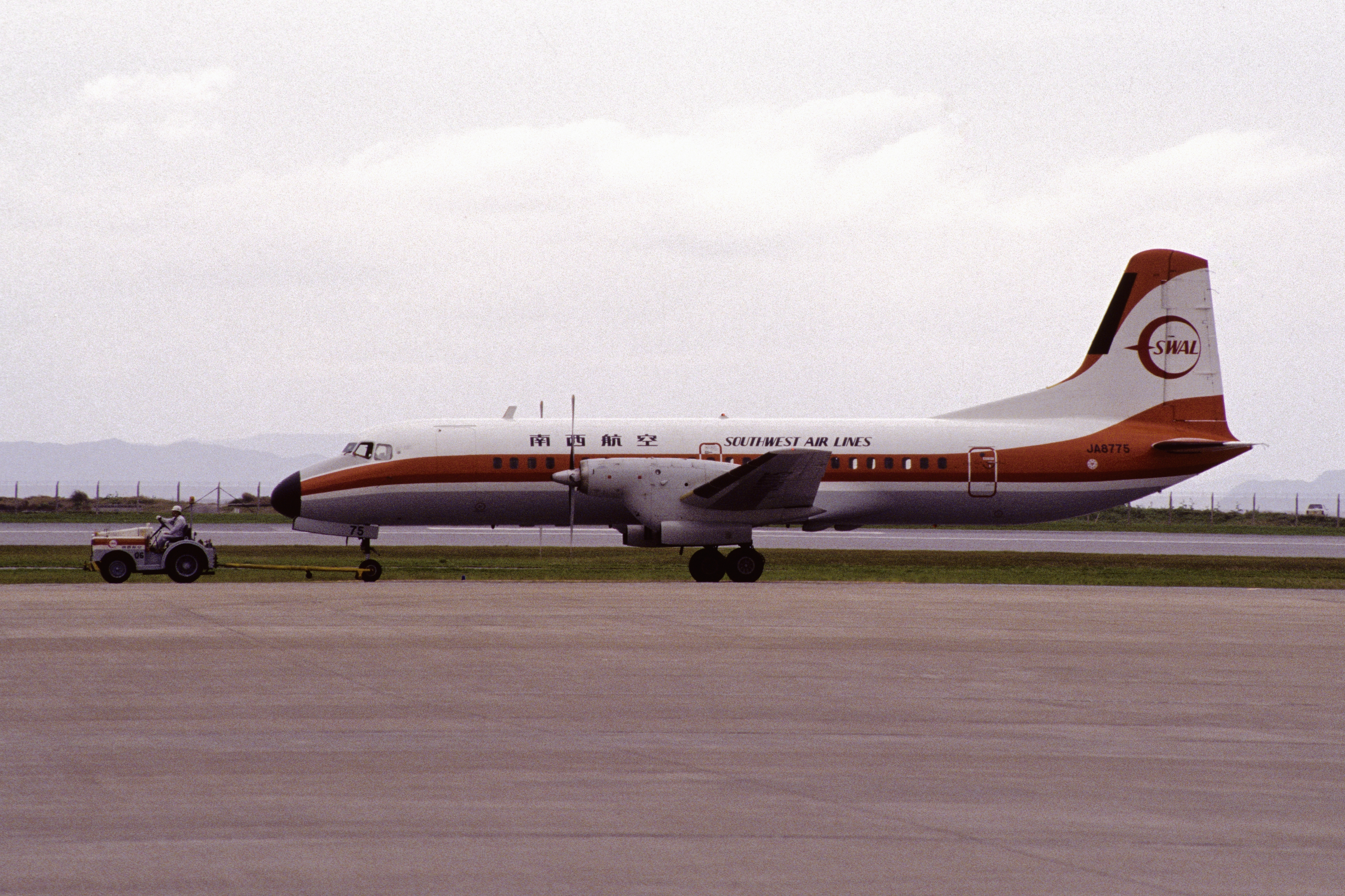
Southwest Air Lines NAMC YS-11A-213
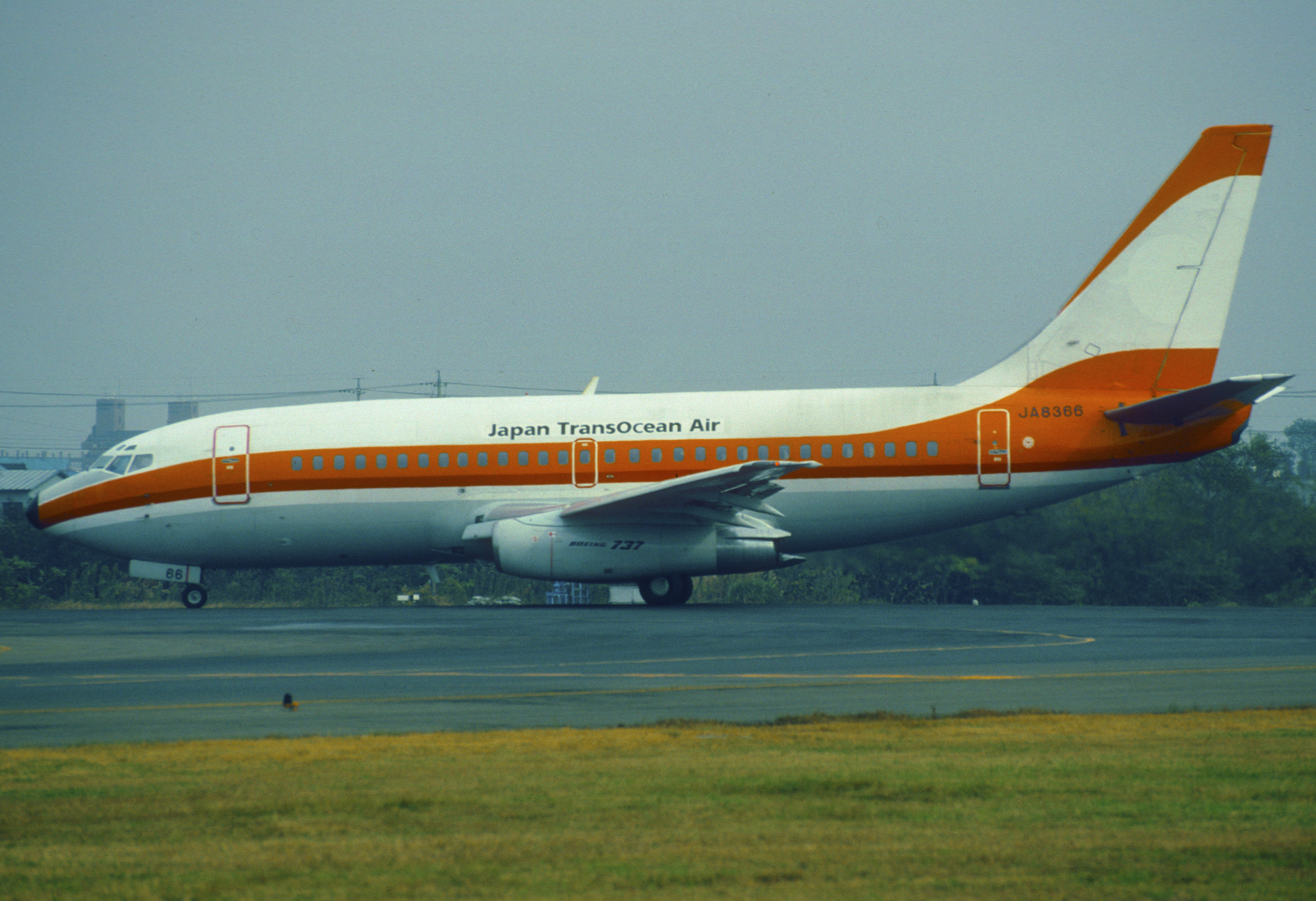
Japan TransOcean Air Boeing 737-205; JA8366
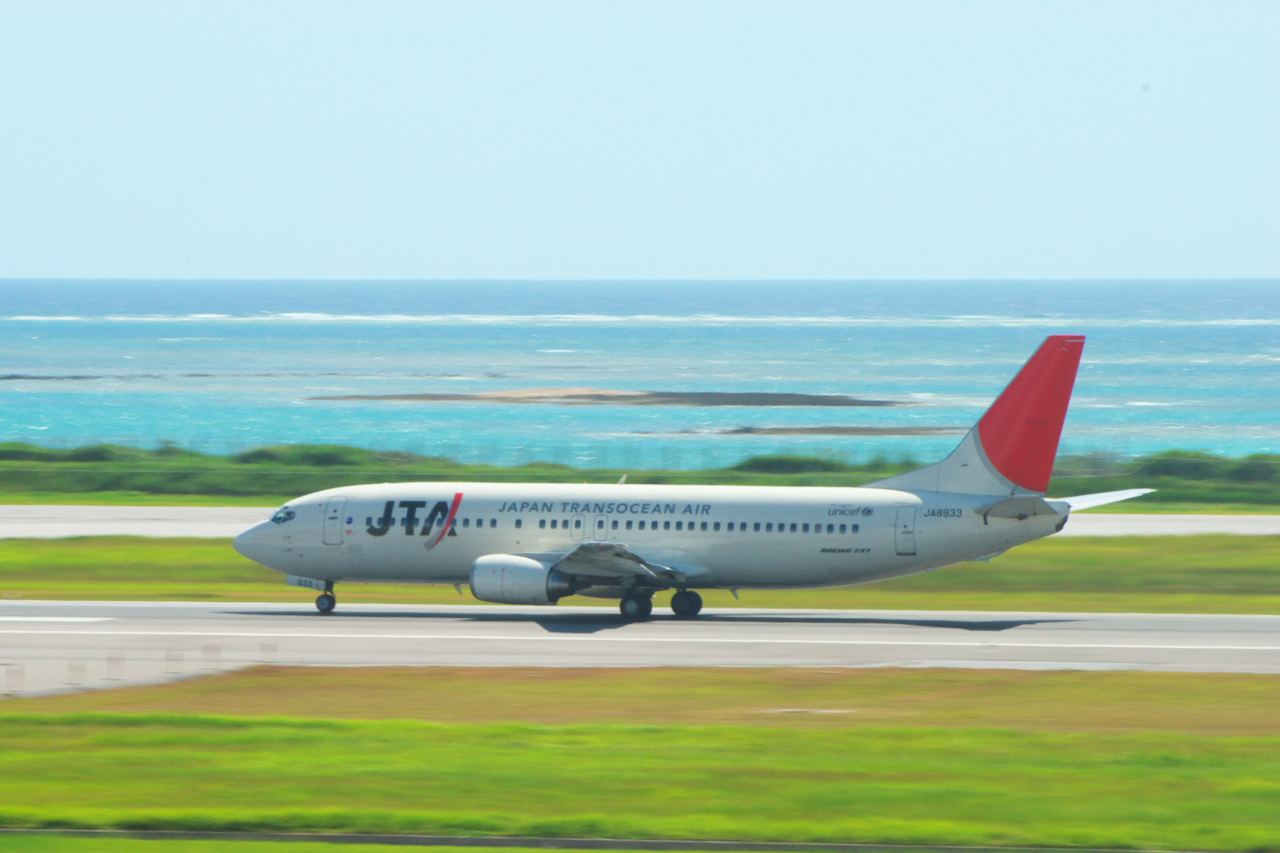
Un Boeing 737-400 de JTA à l'aéroport de Naha.